# باشگاه فوتبال دارتموث
باشگاه فوتبال دارتموث (به انگلیسی: Dartmouth Association Football Club) یک باشگاه فوتبال در شهر دارتموث، دوون، کشور انگلستان است که در سال ۱۹۹۹ میلادی تأسیس شده‌است.